# Sandhems distrikt
Sandhems distrikt är ett distrikt i Mullsjö kommun och Jönköpings län. 
Distriktet ligger nordväst om Mullsjö. 

## Tidigare administrativ tillhörighet
Distriktet inrättades 2016 och utgörs av socknen Sandhem i Mullsjö kommun
Området motsvarar den omfattning Sandhems församling hade vid årsskiftet 1999/2000.